# بیریگویی
بیریگویی (به پرتغالی: Birigui) یک منطقهٔ مسکونی در برزیل است که در ایالت سائو پائولو واقع شده‌است. بیریگویی ۵۳۰٫۹ کیلومتر مربع مساحت و ۱۲۰٫۶۹۲ نفر جمعیت دارد و ۴۰۶ متر بالاتر از سطح دریا واقع شده‌است.